# Jakob Haugaard
Jakob Haugaard (Sundby, 1 mei 1992) is een Deens voetballer die als doelman speelt. Hij tekende in 2015 een contract tot medio 2018 bij Stoke City.

## Clubcarrière
Haugaard speelde in de jeugd bij Tårnby Boldklub, Brøndby IF en Akademisk BK. Tijdens het seizoen 2010/11 brak hij door in het eerste elftal van Akademisk BK en speelde hij veertien competitiewedstrijden. Zijn prestaties trokken de aandacht van FC Midtjylland, dat Haugaard in december 2011 vastlegde. Op 27 juli 2012 debuteerde hij in de Superligaen tegen AC Horsens. In zijn eerste seizoen kwam de doelman tot een totaal van zeven competitieoptredens. Het seizoen erop moest hij Jonas Lössl voor zich dulden en kwam hij tot slechts één competitiewedstrijd. Het seizoen 2014/15 werd zijn doorbraak. Haugaard speelde 23 competitiewedstrijden, waarmee hij een bijdrage had in de eerste landstitel van FC Midtjylland. Op 27 mei 2015 tekende de doelman een driejarig contract bij Stoke City.

## Interlandcarrière
Haugaard kwam eenmaal uit voor Denemarken –18 en tweemaal voor Denemarken –20.

## Erelijst
| Kampioen Superligaen | 1x | 2014/15 |